# Мост Рамы VIII
Мост Рамы VIII (тайск. สะพานพระราม ๘) — двупролётный вантовый мост через реку Чаупхрая в городе Бангкок. Построенный в 1999—2002 годах, он назван в память об Ананде Махидоне, восьмом короле правящей в Таиланде династии Чакри и брате тогдашнего короля Пхумипона Адульядета (Рамы IX). Один из крупнейших в мире асимметричных вантовых мостов.
Широкая и судоходная река Чаупхрая делит столицу Таиланда на две части, через неё перекинуто несколько автомобильных мостов. К середине 1990-х годов стало очевидно, что старый мост Пхра-Пинклао, построенный в 1973 году, не справляется с возросшим транспортным потоком. Предложение для столичной администрации Бангкока построить новый мост севернее моста Пхра-Пинклао исходило лично от короля Таиланда. Проектирование было поручено канадской фирме Buckland & Taylor, построившей в 1986 году мост Алекса Фрейзера в Ванкувере, ставший на время постройки самым длинным вантовым мостом в мире. Строительство осуществила крупнейшая китайская строительная компания China State Construction Engineering, открытие моста 20 сентября 2002 года было приурочено к годовщине со дня рождения Рамы VIII.
По мосту Рамы VIII проходит четырёхполосная автомобильная магистраль с велосипедными и пешеходными дорожками по обеим сторонам. Мост имеет асимметричную конструкцию с единственным пилоном, расположенном у правого (западного) берега реки Чаупрая. Пилон высотой 160 метров похож по форме на перевёрнутую рогатку; полотно моста опирается на её рожки, проходя между ними. Главный пролёт моста длиной 300 метров, выполненный из стали с композитным бетонным покрытием, подвешен на 28 парах тросов в золотистой оболочке, веерообразно прикреплённых к пилону выше развилки. Береговой пролёт из предварительно напряжённого железобетона удерживается с другой стороны пилона 28 одинарными тросами, натянутыми параллельно друг другу.
Пилон моста увенчан многогранной стеклянной конструкцией, по форме напоминающей бутон лотоса. Внутри неё смотровая площадка, подняться на которую можно на лифте, проходящем внутри пилона. Орнамент в виде лотоса присутствует и на перилах моста. В тёмное время суток мост красиво подсвечен прожекторами. Изображение моста Рамы VIII можно видеть на реверсе купюры 20 бат образца 2013 года.